# Tevita Momoedonu
Ratu Tevita Momoedonu (Lautoka, 13 gennaio 1946 – Lautoka, 26 novembre 2020) è stato un politico e diplomatico figiano.
Già parlamentare e ministro del lavoro, relazioni industriali e immigrazione, in occasione di due momenti critici della storia politica figiana, fu nominato temporaneamente primo ministro delle Figi una prima volta il 27 maggio 2000, rimanendo in carica per soli cinque minuti e una seconda volta tra il 14 e 16 marzo 2001.

## Biografia
Nel 1999 Momoedonu venne eletto nel collegio di Vuda Open alla Camera dei Rappresentanti con il Partito Laburista delle Figi (FLP) e, successivamente, nominato ministro del lavoro, relazioni industriali e immigrazione nel governo di Laisenia Qarase e riconfermato in quello di Jona Senilagakali.
Il 19 maggio 2000 vi fu un tentativo di colpo di Stato organizzato da George Speight, che prese d'assalto l'edificio del governo, prendendo in ostaggio il primo ministro in carica Mahendra Chaudhry e tutti gli altri membri del governo, tranne Tevita Momoedonu, in quel momento assente. Il presidente Kamisese Mara avrebbe voluto assumere poteri straordinari per affrontare la situazione d'emergenza, ma non era giuridicamente in grado di farlo, perché la Costituzione delle Figi prevede che il presidente possa agire solo previo consiglio del primo ministro, che però in quel momento era appunto in ostaggio. Dopo un consulto con alcuni giuristi, giudicato di dubbia validità costituzionale, il 27 maggio il presidente Mara revocò l'incarico al primo ministro Chaudhry, nominando al suo posto Tevita Momoedonu, in modo che lo stesso potesse "consigliare" al presidente di sospendere le funzioni del Parlamento e assumere i poteri di emergenza. Dopo aver prestato il consiglio richiesto, Momoedonu si dimise dopo cinque minuti. Grazie a questa procedura, il presidente fu in grado di ordinare all'esercito di intervenire e porre termine al colpo di Stato. In seguito venne instaurato un governo ad interim.
Il 14 marzo 2001 la Corte d'Appello delle Figi dichiarò che il governo ad interim del nuovo presidente Josefa Iloilo e del primo ministro Laisenia Qarase (entrambi nominati dopo il colpo di Stato) era incostituzionale, ordinando di rimettere in piedi i predecessori. Kamisese Mara confermò le proprie dimissioni, retrodatandole al 29 maggio 2000 (giorno in cui fu deposto), legittimando in tal modo l'incarico di Josefa Iloilo. A questo punto Tevita Momoedonu venne nuovamente nominato primo ministro al solo scopo di "consigliare" al presidente Iloilo di sciogliere il parlamento ed andare alle elezioni generali. Dopo aver concluso questo compito, Momoedonu rassegnò le proprie dimissioni il giorno stesso. Nelle elezioni successive, vinte dal nuovo Partito unito delle Figi (Soqosoqo Duavata ni Lewenivanua) dell'ex primo ministro Qarase, Momoedonu fu candidato al Partito protezionista delle Figi (Bei Kai Viti), che con il 2,2% delle preferenze non ottenne alcun seggio in parlamento.
Dal settembre 2002 all'aprile 2006 Momoedonu fu ambasciatore delle Figi in Giappone e Corea del Sud.